# 織田信盛
織田 信盛（おだ のぶもり）は、江戸時代前期の上野国小幡藩の世嗣。官位は従五位下・因幡守。

## 略歴
3代藩主・織田信久の長男として誕生。母は稲葉信通娘。正室は島津光久十女・鶴。
家督相続前に死去した。代わって、弟・信知が世子となった。